# Околишће
Околишће је насељено мјесто у граду Високом, Босна и Херцеговина.
У овом насељу се налази неолитско археолошко налазиште Бутмирске културе.

## Становништво
|         | 2013.        | 1991.         | 1981.         | 1971.         |
| Укупно  | 281 (100,0%) | 271 (100,0%)  | 300 (100,0%)  | 217 (100,0%)  |
| Бошњаци | 281 (100,0%) | 271 (100,0%)1 | 293 (97,67%)1 | 217 (100,0%)1 |
| Срби    | –            | –             | 6 (2,000%)    | –             |
| Хрвати  | –            | –             | 1 (0,333%)    | –             |

1. 1 На пописима од 1971. до 1991. Бошњаци су пописивани углавном као Муслимани.